# Донко Найденов
Донко Найденов е български писател и поет, който пише главно в областта на хоръра и фантастиката.

## Биография
Донко Найденов е роден на 22 декември 1980 г. в гр. Белоградчик, понастоящем живеещ в гр. Перник. Завършил технология на управление на транспорта във ВТУ „Тодор Каблешков“.
От 2012 г. автор на ревюта на книги и филми в блог-страницата си „Светът на ужаса“. Член на Клуба на авторите на хорър в България „LAZARUS“, от самото му създаване през 2016 г.

## Творчество

### Самостоятелни издания
- „Франклин Томас“ (2011) – ИК „Буквите“
- „В капана на неизвестното“ (2011) – ИК „Антос“
- „Ударите на съдбата“ (2011) – ИК „е-Книги“
- „Отвъд страха“ (2012) – ИК „Нима“
- „Марудските катакомби“ (2015) – ИК „Монт“
- „Хоризонтите на лудостта“ (2015) – ИК „Гаяна“
- „Законите на злото“ (2020) – ИК „Гаяна“

### Участие в съвместни издания
- „До Ада и назад“ (2011) – ИК „Екопрогрес“
  - „Проклятието на старата къща“ (разказ)
- „Съ-Вместим“ (2012) – Печатница „Нима“
  - „Вилата“ (разказ)
- Дракус (списание) списание 3 бр. (2012) – ИК „Гаяна“
  - „СредНощ“ (с Флора Нимфа)
- „Мечове в града“ (Колекция на НКФХ „Цитаделата“: „Мечове“ №2) (2013) – ИК „Екопрогрес“
  - „Битката за Дурикс“ (разказ)
- „Мечове в морето“ (Колекция на НКФХ „Цитаделата“: „Мечове“ №3) – ИК „Екопрогрес“
  - „Плазмената материя“ (разказ)
- „Мечове в космоса“ (Колекция на НКФХ „Цитаделата“: „Мечове“	№4) (2016) – ИК „Гаяна“
  - „Холограмата на Титан“ (разказ)
- „Писъци“ (Horror Writers Club LAZARUS) (2016.) – ИК „Гаяна“
  - „Мисията в Навурската планина“ (разказ)
- „Мечове във времето“ (Колекция на НКФХ „Цитаделата“: „Мечове“ №5) (2017) – ИК „Гаяна“
  - „Господарите на времето“ (разказ)
- „Концлагер за шпиони“ (разказ) в сборника „Вой“ (Horror Writers Club LAZARUS) (2017) – ИК „Гаяна“